# Kilian Albrecht
Kilian Albrecht (bulgarisch Килиан Албрехт; * 13. April 1973 in Au, Vorarlberg) ist ein ehemaliger alpiner Skirennläufer aus Österreich, der ab 2006 für Bulgarien startete. Er ist staatlich geprüfter Diplomskilehrer und gehörte mehrere Jahre zu den besten Slalomläufern des Österreichischen Skiverbandes (ÖSV). Er belegte in seiner Karriere im Weltcup zweimal einen zweiten Platz und erreichte von 2000 bis 2005 in Summe 18 Top-10-Platzierungen. Bei den Olympischen Winterspielen 2002 in Salt Lake City erzielte er den vierten Platz im Slalom. Nach abfallenden Leistungen wurde er aus dem Kader des ÖSV entlassen. Von der Saison 2006/07 bis 2011 startete er für Bulgarien. Sein letztes Rennen absolvierte er 2016.

## Biografie
Albrecht wurde im Alter von 17 Jahren in den Nachwuchskader des Österreichischen Skiverbandes aufgenommen. Einen ersten internationalen Erfolg erzielte er bei den Juniorenweltmeisterschaften 1992 in Maribor, als er die Bronzemedaille im Slalom gewann. Daraufhin stieg er in den B-Kader auf. Nach guten Ergebnissen in FIS-Rennen startete er ab der Saison 1993/94 regelmäßig im Europacup, wo er zunächst im Riesenslalom seine besten Leistungen erzielte. Mit seinem ersten Sieg im Riesenslalom auf der Koralpe belegte er punktegleich mit dem Italiener Massimo Zucchelli den zweiten Platz in der Riesenslalomwertung und Rang acht im Gesamtklassement. In der Saison 1994/95 erreichte er mit zwei Siegen in den Riesenslaloms von Les Arcs und Villach sowie einem dritten Platz in Geilo den vierten Rang in der Riesenslalomwertung und Platz drei im Gesamteuropacup und stieg damit in den A-Kader des ÖSV auf. Im selben Winter bestritt er auch seine ersten beiden Weltcuprennen, in denen er sich aber nicht für den zweiten Durchgang qualifizieren konnte.
In der Europacupsaison 1995/96 erreichte Albrecht mit fünf Podestplätzen (2× Riesenslalom, 2× Super-G und 1× Slalom) erneut den dritten Platz im Gesamtklassement und punktegleich mit Hermann Maier Rang drei in der Super-G-Wertung. In diesem Winter startete er auch regelmäßig im Weltcup und holte zum Saisonauftakt im Riesenslalom von Tignes als 21. die ersten Punkte. Bei den Überseerennen in den Vereinigten Staaten folgten weitere zwei Top-30-Resultate, danach aber einige Rennen ohne Ergebnis. Am Ende des Winters erzielte er mit Platz 14 im Super-G von Kvitfjell sein bestes Saisonergebnis.
Ab dem Winter 1996/97 konzentrierte sich Albrecht im Weltcup ganz auf den Slalom. Dies wirkte sich zunächst negativ auf seine Ergebnisse aus, denn in der Saison 1996/97 qualifizierte er sich nur in einem von acht Slaloms für den zweiten Durchgang. Im folgenden Winter konnte er zumindest dreimal punkten und erreichte als bestes Resultat den elften Platz in Veysonnaz. Nachdem in der Saison 1998/99 ein 15. Platz im Slalom von Park City sein bestes Ergebnis blieb und er sich nie unter den besten 30 im Slalomweltcup platzieren konnte, wurde Albrecht nach diesem Winter aus dem Kader des ÖSV entlassen. Er trainierte daraufhin auf eigene Kosten weiter.

### Entlassung aus dem ÖSV-Kader und Wiederaufnahme
Im Verlauf des nächsten Winters konnte sich Albrecht merklich steigern. In den ersten fünf Slaloms der Saison 1999/2000 kam er zwar noch nicht unter die besten 20, aber am 23. Jänner 2000 fuhr er mit Platz neun in Kitzbühel erstmals unter die schnellsten zehn. Mit weiteren drei Top-10-Resultaten am Ende der Saison belegte er den 14. Platz im Slalomweltcup, worauf er wieder in den ÖSV-Kader aufgenommen wurde. In der Saison 2000/01 erreichte Albrecht als Zweiter des Slaloms von Sestriere seinen ersten Podestplatz und mit weiteren vier Top-10-Ergebnissen erzielte er den achten Platz im Slalomweltcup. Innerhalb der starken österreichischen Mannschaft konnte er sich in seiner Spezialdisziplin aber nicht für die Weltmeisterschaften 2001 in St. Anton am Arlberg qualifizieren. Daher kam er bei der WM nur in der Kombination zum Einsatz, in der er jedoch im zweiten Slalomdurchgang ausschied. Der nächste Winter begann mit etwas schlechteren Resultaten und mehreren Ausfällen. Im Jänner erreichte er in Kitzbühel wieder einen zweiten Platz und zwei Tage darauf im Nachtslalom auf der Planai den siebenten Rang, womit er sich auch die Teilnahme an den Olympischen Winterspielen 2002 in Salt Lake City sicherte. Dort belegte Albrecht zunächst in der Kombination den elften Platz und zehn Tage später im Slalom Rang vier, wobei er die Bronzemedaille gegenüber Benjamin Raich nur um 4 Hundertstelsekunden verpasste. Im Slalomweltcup erreichte er mit einem vierten Platz beim Saisonfinale in Zauchensee den zehnten Rang.
In den nächsten Jahren verschlechterten sich Albrechts Resultate. Er fuhr zwar regelmäßig in die Punkteränge, Top-10-Platzierungen wurden aber immer weniger und Podestplätze blieben überhaupt aus. In der Saison 2002/03 fuhr Albrecht noch dreimal unter die schnellsten zehn, wobei sein bestes Ergebnis der fünfte Platz im Slalom von Yongpyong war. Im Winter 2003/04 waren es nur noch zwei Top-10-Ergebnisse und nachdem er in der Saison 2004/05 nur noch einmal unter die schnellsten zehn kam und in vier von acht Weltcuprennen ausfiel, verlor er erneut seine ÖSV-Kaderzugehörigkeit. Im Sommer 2005 plante Albrecht einen Nationenwechsel zu den Vereinigten Arabischen Emiraten. Dieses Vorhaben scheiterte aber und so konnte er in der Saison 2005/06 nochmals sechs Weltcuprennen für den ÖSV absolvieren, erreichte dabei aber nur einen 18. und einen 19. Platz, womit ihm keine dauerhafte Rückkehr in den ÖSV gelang.

### Bulgarischer Staatsbürger
Um seine Karriere nicht beenden zu müssen, wurde Albrecht im Dezember 2006 bulgarischer Staatsbürger und fuhr ab der Saison 2006/07 für Bulgarien. Am 18. Dezember 2006 absolvierte er sein erstes Weltcuprennen für den bulgarischen Skiverband, fiel dabei aber im ersten Durchgang aus. Auch in seinen weiteren sechs Weltcuprennen in diesem Winter kam er nie in den zweiten Durchgang. Dennoch wurde er für die Weltmeisterschaften 2007 in Åre nominiert, wo er zunächst im Riesenslalom ausfiel, aber im Slalom den 13. Platz erreichte. Zudem wurde er Bulgarischer Meister im Slalom. In der Saison 2007/08 erzielte Albrecht die ersten Weltcuppunkte für seinen neuen Verband. Er kam in fünf von zehn Slaloms unter die schnellsten 30, wobei sein bestes Ergebnis der 20. Platz in Zagreb war. Seinen bulgarischen Meistertitel konnte er erfolgreich verteidigen. In der Saison 2008/09 erzielte er drei Top-20-Ergebnisse und als bestes Resultat den 17. Platz in Kitzbühel. Bei den Weltmeisterschaften 2009 in Val-d’Isère fiel er im ersten Slalomdurchgang aus. Seit seinem Wechsel zum Bulgarischen Skiverband startet Albrecht auch wieder verstärkt im Europacup, wo ihm in diesem Winter zwei Podestplätze gelangen. Auch in der Saison 2009/10 erreichte er einen Podestplatz im Europacup, während er im Weltcup nur einmal als 21. am Ganslernhang in Kitzbühel punktete. Im Slalom der Olympischen Winterspiele 2010 in Vancouver belegte er den 20. Platz. Danach hatte Kilian Albrecht seine Karriere eigentlich bereits beendet, doch in der Saison 2010/11 kehrte er noch einmal ins Renngeschehen zurück. Zunächst nahm er am Weltcupslalom in Kitzbühel teil, bei dem er nicht ins Ziel kam, und anschließend an den Weltmeisterschaften 2011 in Garmisch-Partenkirchen, wo er den 26. Platz belegte. Danach bestritt er mit dem Slalom im bulgarischen Bansko – zum ersten Mal seit 1984 gastierte der Herren-Weltcup in Bulgarien – sein letztes Weltcuprennen, bei dem er allerdings wieder ausfiel.
2009 wurde Albrecht für vier Jahre zum Vorsitzenden der Athletenkommission des Internationalen Skiverbandes gewählt. Nachfolger wurde 2013 die Skilangläuferin Kikkan Randall. Albrecht ist aktuell Manager von Slalomstar Mikaela Shiffrin.

## Erfolge

### Olympische Spiele
- Salt Lake City 2002: 4. Slalom, 11. Kombination
- Vancouver 2010: 20. Slalom

### Weltmeisterschaften
- Åre 2007: 13. Slalom
- Garmisch-Partenkirchen 2011: 26. Slalom

### Weltcup
- Saison 2000/01: 8. Slalomweltcup
- Saison 2001/02: 10. Slalomweltcup
- 2 Podestplätze, weitere 16 Top-10-Ergebnisse

### Juniorenweltmeisterschaften
- Maribor 1992: 3. Slalom, 13. Riesenslalom, 34. Abfahrt

### Europacup
- Saison 1993/94: 8. Gesamtwertung, 2. Riesenslalom
- Saison 1994/95: 3. Gesamtwertung, 4. Riesenslalom
- Saison 1995/96: 3. Gesamtwertung, 3. Super-G
- 5 Siege

### Weitere Erfolge
- 2 Siege im Nor-Am Cup
- 2 Siege im Far East Cup
- 1 Sieg im Australia New Zealand Cup
- 2 bulgarische Meistertitel (Slalom 2007 und 2008)
- zweifacher österreichischer Jugendmeister (Riesenslalom und Super-G 1992)
- Österreichischer Vizemeister im Slalom 1995 und 2000 und im Super-G 1996
- Goldmedaille im Slalom bei der Universiade 1999
- 17 Siege in FIS-Rennen